# Hypodontolaimus reversus
Hypodontolaimus reversus is een rondwormensoort uit de familie van de Chromadoridae. De wetenschappelijke naam van de soort is voor het eerst geldig gepubliceerd in 1968 door Hopper.